# Fluorid iridiový
Fluorid iridiový je anorganická sloučenina s chemickým vzorcem IrF6. Je to jedna z mála sloučenin s iridiem v oxidačním stavu +6.

## Příprava
Fluorid iridiový se připravuje přímou reakcí kovového iridia s nadbytkem fluoru za teploty 300 °C:
Ir + 3 F2 → IrF6
Fluorid iridiový je však tepelně nestabilní a musí být vymrazen z reakční směsi, aby se zabránilo disociaci.

## Vlastnosti
Fluorid iridiový je hygroskopická žlutá krystalická látka s teplotou tání 44 °C a teplotou varu 53,6 °C. Pevná struktura měřená při −140 °C tvoří krystaly v ortorombické soustavě s prostorovou grupou Pnma (Číslo 62) a hranami mřížky a = 941,1 pm, b = 854,7 pm a c = 495,2 pm. Na jednu elementární buňku připadají čtyři částice. Hustota fluoridu iridiového je 5,11 g·cm−3.
Samotná molekula fluoridu iridiového (forma důležitá pro kapalnou a plynnou fázi) má oktaedrickou molekulovou geometrii, které odpovídá bodová grupa Oh. Délka vazby Ir–F je 1,833 Å.
Výpočty naznačují, že fluor může reagovat s fluoridem iridiovým při tlaku 39 GPa za vzniku fluoridu iridičelého, IrF8.